# Ogljični odtis
Ogljični odtis je izraz za skupek ogljikovega dioksida ter drugih toplogrednih plinov, ki jih v okolje neposredno ali posredno spusti določen objekt, naprava, izdelek, proces ali telo. Ogljični odtis je mogoče izračunati in ovrednotiti.  Zaradi poenostavljenega razumevanja so emisije toplogrednih plinov preračunane na ekvivalent ogljikov dioksid, ki je med toplogrednimi plini kot jih določa Kjotski protokol, najbolj prepoznaven.
Izračun emisij opravi orodje, ki omogoča izračun količine izpustov toplogrednih plinov pri izvajanju določenih aktivnostih (tako zasebnih kot poslovnih). Izračun ogljičnega odtisa tako pokaže, kako se izbor uporabe različnih energij (tudi tistih, ki poganjajo stroje, ki jih nekdo uporablja pri delu) odraža pri prihrankih energije in zmanjševanja ogljičnega odtisa. 
S personaliziranim izračunom si je na podlagi pridobljenih podatkov mogoče zagotoviti boljšo optimizacijo načina življenja ali poslovanja, izboljšanje proizvodnih procesov in posledično zmanjšati stroške na tem področju. Na voljo so številna računala, ki omogočajo izračun, koliko ogljikovega dioksida in drugih toplogrednih plinov povzročijo določene izbire pri poslovanju ali zasebnem življenju.
Računalo za izračun ogljičnega odtisa ob izkoriščanju biomase - WoodE3: http://co2.ctfc.cat/ Arhivirano 2012-04-28 na Wayback Machine.

## Vir
- http://www.woode3.eu Arhivirano 2012-08-15 na Wayback Machine.